# Половинная (приток Шегультана)
Половинная — река в России, протекает по Свердловской области. Устье реки находится в 26 км по левому берегу реки Шегультан. Длина реки составляет 17 км.

## Данные водного реестра
По данным государственного водного реестра России относится к Иртышскому бассейновому округу, водохозяйственный участок реки — Сосьва от истока до водомерного поста у деревни Морозково, речной подбассейн реки — Тобол. Речной бассейн реки — Иртыш.
Код объекта в государственном водном реестре — 14010502412111200009831.